# خدا دادخوش العليا (زاز الشرقي)
خدا دادخوش العلیا (بالفارسية: خدادادکش علیا) هي قرية تقع في إيران في قسم زاز الشرقي الریفي.